# سيمون وايت (لاعب كريكت)
سيمون وايت (4 ديسمبر 1975 في المملكة المتحدة - ) (بالإنجليزية: Simon White)‏ هو لاعب كريكت بريطاني. لعب مع Hertfordshire County Cricket Club ‏.

## وصلات خارجية
- سيمون وايت على موقع إي آس بي آن كريك إنفو (الإنجليزية)